# Občina Cerkno
Občina Cerkno (slovinsky Občina Cerkno německy Gemeide Kirchheim) je jednou z 212 slovinských občin. Nachází se v Gorickém regionu (slovinsky Goriška regija). Správním centrem je Cerkno.

## Sídla
- Bukovo
- Cerkno
- Cerkljanski Vrh
- Čeplez
- Dolenji Novaki
- Gorenji Novaki
- Gorje
- Jagršče
- Jazne
- Jesenica
- Labinje
- Lazec
- Laznica
- Orehek
- Otalež
- Planina pri Cerknem
- Plužnje
- Poče
- Podlanišče
- Podpleče
- Police
- Poljane
- Ravne pri Cerknem
- Reka
- Straža
- Šebrelje
- Travnik
- Trebenče
- Zakojca
- Zakriž